# Esquirol de Jentink
L'esquirol de Jentink (Sundasciurus jentinki) és una espècie de rosegador de la família dels esciúrids. És endèmic de la part malàisia de l'illa de Borneo. El seu hàbitat natural són els boscos de montà. Està amenaçat pel conreu de maduixes i patates a petita escala.
Fou anomenat en honor del zoòleg neerlandès Fredericus Anna Jentink.